# Nicolae Bălcescu, Călărași
Nicolae Bălcescu là một xã thuộc hạt Călărași, România. Dân số thời điểm năm 2002 là 1715 người.